# Die Rote Fahne

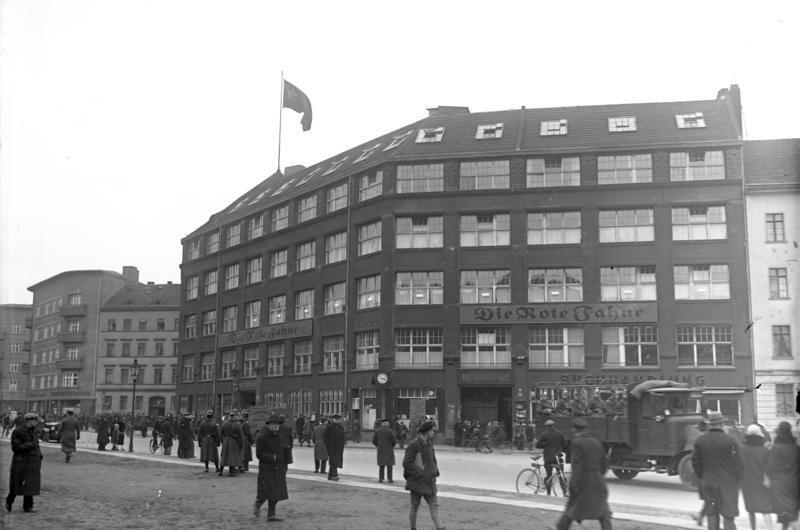
La casa coneguda com a Karl-Liebkencht-Haus i que ocupava la redacció de Die Rote Fahne, al districte berlinès de Kreuzberg. Foto feta el 1930.

Die Rote Fahne (alemany: "La bandera roja", també escrit Die rote Fahne) era una publicació d'ideologia comunista fundada a Berlín (Alemanya) el 9 de novembre de 1918 per Karl Liebknecht i Rosa Luxemburg. Exercia la funció d'òrgan oficial del grup revolucionari d'esquerres conegut com a Lliga Espartaquista (Spartakusbund). Amb la fundació del Partit Comunista d'Alemanya (KPF) l'1 de gener de 1919 esdevingué la publicació principal del partit fins a 1945. El primer exemplar va aparèixer tan bon punt va abdicar Guillem II de Prússia, durant la Revolució Alemanya. Cap al final de la República de Weimar va ser prohibida, mentre que la persecució del comunisme es va radicalitzar arran de l'Incendi del Reichstag, de manera que només es pogué aconseguir de manera clandestina a través de xarxes de distribució il·legals properes al KPD que operaven en secret durant la dictadura nazi fins a 1942.
El nom del diari prové del conegut símbol de la lluita obrera emprat per alguns moviments revolucionaris socialistes: la bandera roja. Ja al segle xix, durant el Segon Reich, hi hagué una publicació que duia el nom Die Rote Fahne. S'havia distribuït primer en forma de pamflet i després esdevingué un setmanari. El seu editor era un dissident revolucionari de la socialdemocràcia de l'època, Wilhelm Hasselmann, que havia arribat a ser representant al Reichstag.
A partir dels anys 70 han sorgit diversos projectes de grups socialistes d'esquerres de reviure Die Rote Fahne. Avui en dia hi ha dos llocs web que duen aquest nom i que diuen ser successors legítims del diari de Liebknecht i Luxemburg.